# Muria
Muria (indonez. Gunung Muria) – drzemiący wulkan w Indonezji na północnym wybrzeżu środkowej Jawy; zaliczany do stratowulkanów. Wysokość 1625 m n.p.m. (według innych źródeł 1602 m). U jego podnóży leżą miasta Kudus i Pati.
Ostatnia erupcja prawdopodobnie w II w. p.n.e.